# 온빈 한씨
온빈 한씨(溫嬪 韓氏, 1581년 11월 12일(음력 10월 7일) ~ 1664년 11월 30일(음력 10월 23일))는 조선 선조의 후궁이다.

## 생애
조선 중기의 제14대 선조의 후궁으로 본관은 청주(淸州)이다. 성종 때 순성명량좌리공신(純誠明亮佐理功臣) 청평군(淸平君) 한계순(韓繼純)의 6세손이며, 아버지는 한사형(韓士亨)이다. 신사(辛巳) 1581년(선조 14) 11월 2일(음력 10월 7일) 탄생하였다.
12살의 나이에 후궁으로 들어와 숙원(淑媛), 숙의(淑儀), 귀인(貴人)을 거쳐 정1품 빈(嬪)에 봉해졌다. 남편 선조와의 사이에서 3남 1녀를 두었는데 선조의 10남 흥안군 이제(興安君 李瑅), 11남 경평군 이늑(慶平君 李玏), 13남 영성군 이계(寧城君 李㻑)이며, 딸은 10녀 정화옹주(貞和翁主), 사위는 동창위(東昌尉) 권대항(權大恒)이다.
그녀 나이 28살에 선조가 승하하자 사가로 물러나 지내고 인조 2년 이괄의 난 때 장남 흥안군이 역모 죄로 처형되는 아픔을 겪었으나 병자호란 중에 인조는 그녀에게 각별한 대우를 해주었다. 갑진(甲辰) 1664년(현종5) 12월 10일(음력 10월 23일) 향년 84세로 훙서하여 양주 서면 홍복산 계좌로 예장하였다.

## 가족 관계
- 아버지 : 한사형(韓士亨)
- 어머니 : 죽산 박씨(竹山 朴氏)
  - 남편 : 선조(宣祖, 1552~1608)
    - 아들 : 흥안군 제(興安君 瑅, 1598~1624)
    - 아들 : 경평군 늑(慶平君 玏, 1600~1674)
    - 딸 : 정화옹주(貞和翁主, 1604~1667) - 동창위(東昌尉) 권대항(權大恒)에게 하가
    - 아들 : 영성군 계(寧城君 㻑, 1607~1649)